# Vyšší odborná škola ekonomická a Obchodní akademie Kollárova
Karlínská obchodní akademie (zkráceně KOA) sídlí v Praze 8 v Karlíně.

## Vize a hodnoty školy
Vize školy: „Vzděláváme pro reálný život a měnící se budoucnost a vychováváme k podnikavosti, odpovědnosti a vzájemnému respektu.“
Hodnoty školy: Otevřenost, podnikavost, odpovědnost, respekt.

## Studium
Obchodní akademie nabízí studium oboru Obchodní akademie v těchto třech zaměřeních:
- Aplikovaná ekonomie a podnikání
- Cestovní ruch

## Budova
V letech 2017–2022 byla budova školy kompletně opravena (nová střecha, vyměněna všechna okna, nová fasáda).
- Suterén: posilovna, multimediální sál, dílna, šatna, studentský klub Melmek
- Přízemí: tělocvična, šatny tělocvičny, sportovní centrum, školník, vrátnice
- 1. patro: sborovna, kancelář (zástupců ředitele školy, účetních, školy), ředitelna, 3 učebny, 4 učebny PC
- 2. patro: knihovna školy, 9 učeben, 2 učebny PC
- 3. patro (půda): 1 učebna, 3 učebny jazyků, aula